# Trnovany
Trnovany är en ort i Tjeckien.   Den ligger i regionen Ústí nad Labem, i den nordvästra delen av landet, 50 km norr om huvudstaden Prag. Trnovany ligger 212 meter över havet och antalet invånare är 298.
Terrängen runt Trnovany är platt åt sydost, men åt nordväst är den kuperad. Terrängen runt Trnovany sluttar söderut.Runt Trnovany är det tätbefolkat, med 297 invånare per kvadratkilometer. Närmaste större samhälle är Ústí nad Labem, 16,6 km nordväst om Trnovany. Trakten runt Trnovany består till största delen av jordbruksmark.